# HK Tchelny
Le HK Tchelny - en russe : ХК Челны - est un club de hockey sur glace de Naberejnye Tchelny au Tatarstan en Russie. Il évolue dans la Pervaïa Liga.

## Historique
Le club est fondé en 1970 sous le nom de KamAZ Tchelny du nom de l'usine KamAZ implantée dans la ville. Il est renommé HK Tchelny en 2004.

## Palmarès
- Aucun titre.